# Vatětický jasan
Vatětický jasan je památný strom, který roste vlevo od silnice z Palvínova do Vatětic. Jasan ztepilý (Fraxinus excelsior L.) je součástí aleje, roste v nadmořské výšce 640 m, stáří se odhaduje na 300 let, výška stromu je 26 m, obvod kmene 580 cm (měřeno 2010). Koruna je vysoko vyvětvena, kmen se ve 2,5 m dělí na tři hlavní větve. V roce 2005 došlo ke zdravotnímu řezu a k instalaci vazeb. Strom je chráněn od 21. června 1985 jako krajinná dominta, významný stářím a vztůstem.

## Památné stromy v okolí
- Lípa ve Vatětické aleji
- Palvínovská alej
- Palvínovská lípa
- Skupina dubů ve Sloním údolí
- Skupina dubů zimních
- Skupina stromů v zámeckém parku
- Vatětická lípa
- Vatětický javor
- Vatěticko-mouřenecká alej
- Zámecký klen

## Galerie

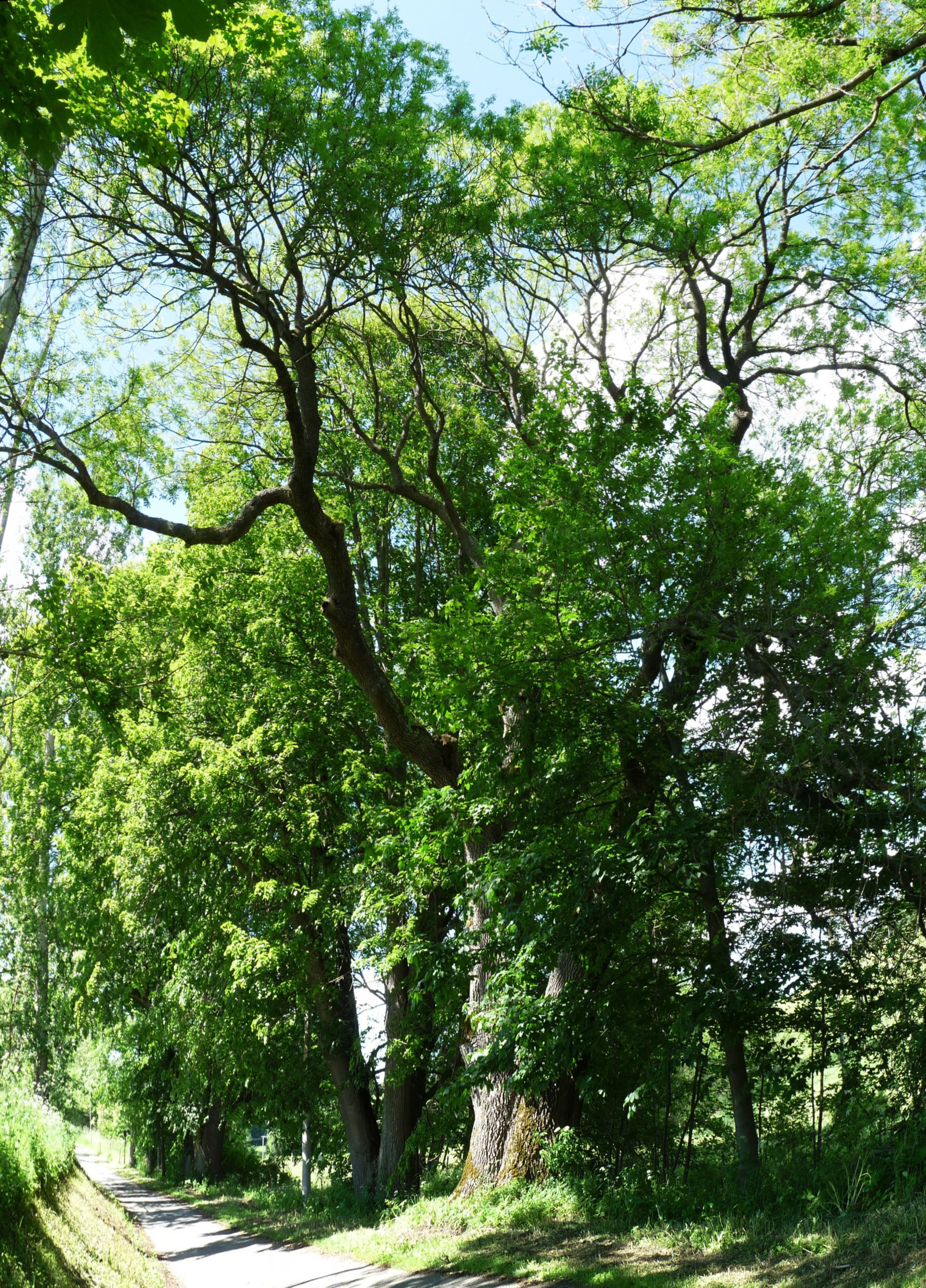
Pohled ze silnice
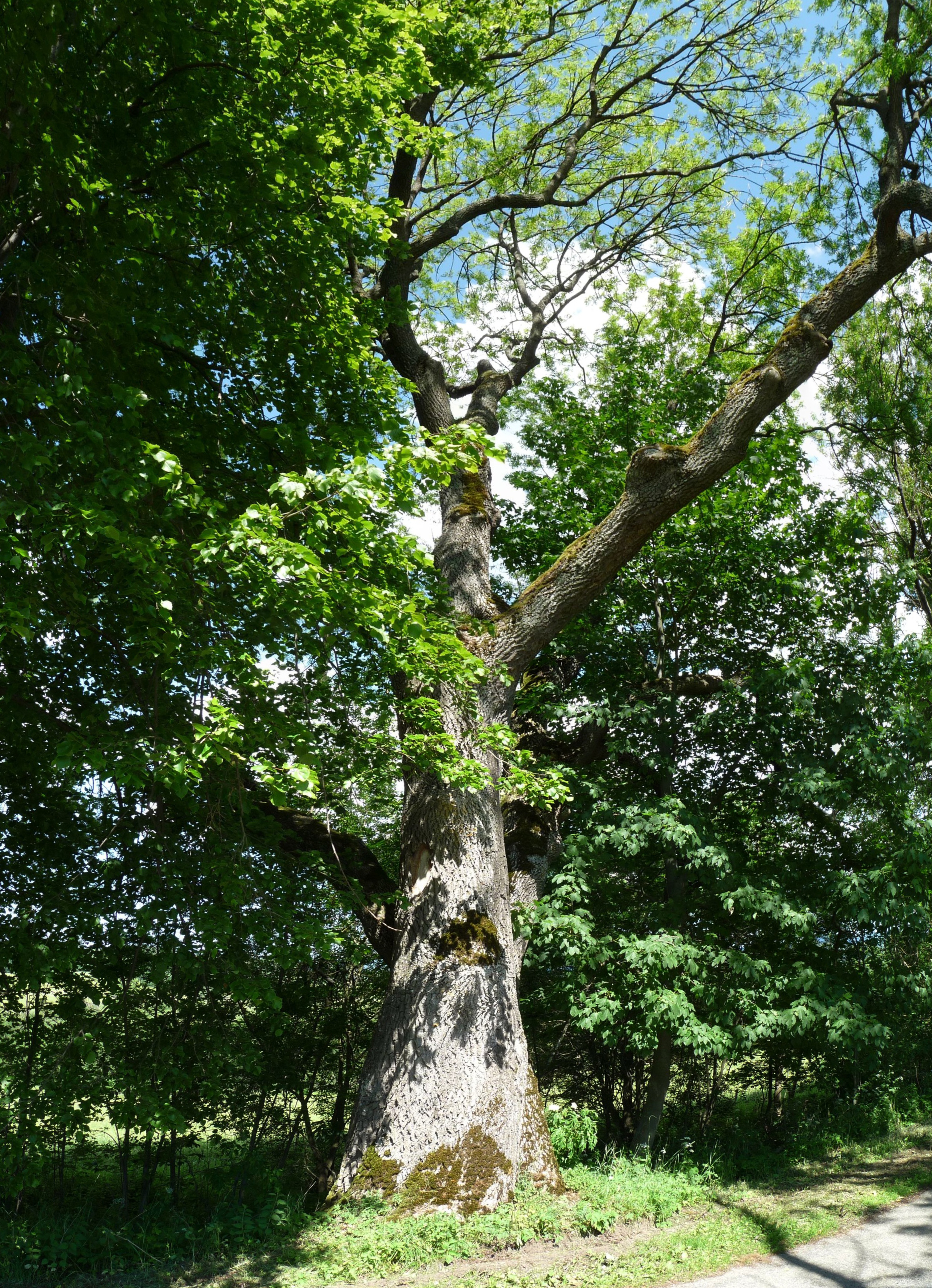
Jasan
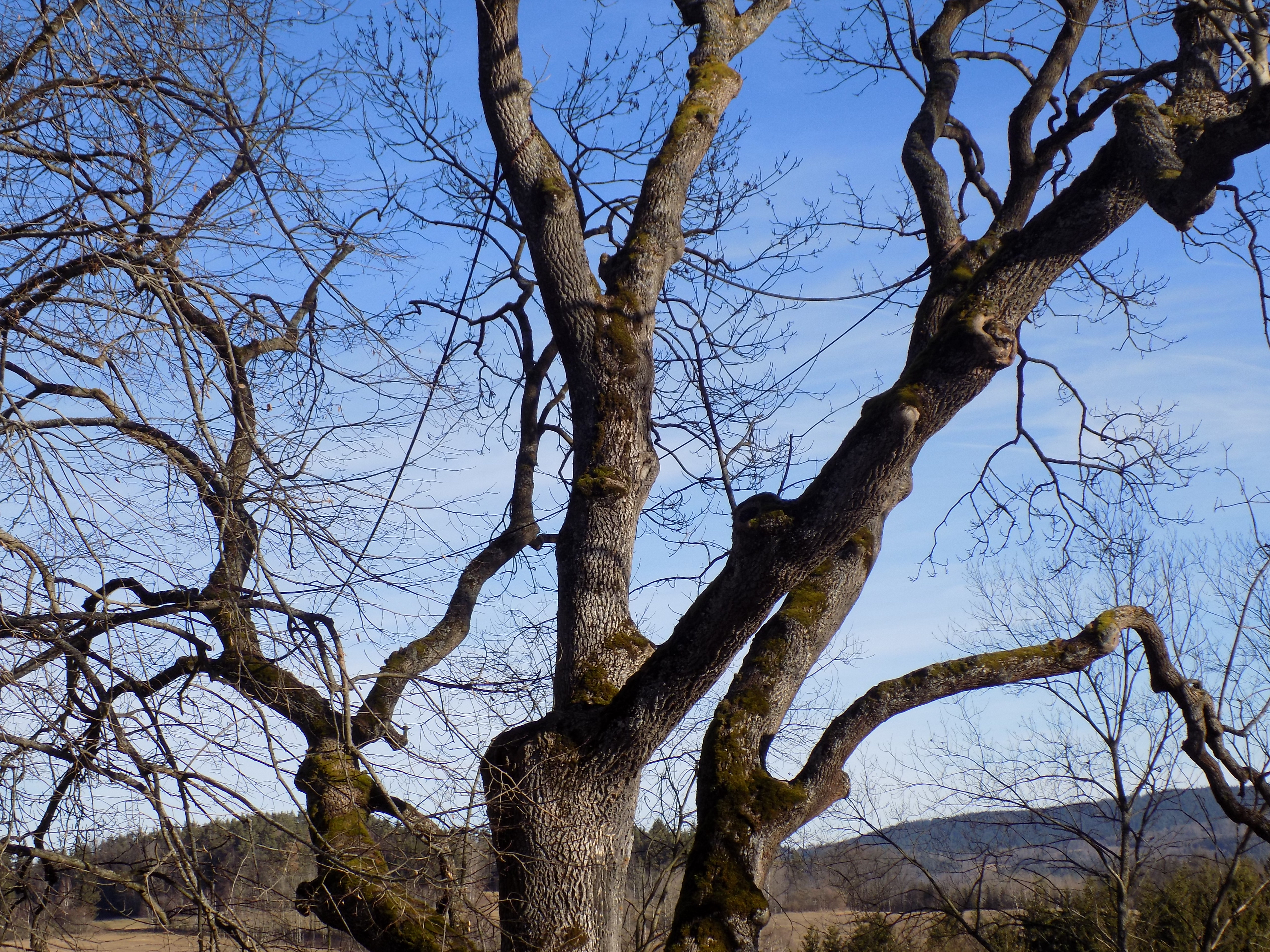
Pohled do koruny
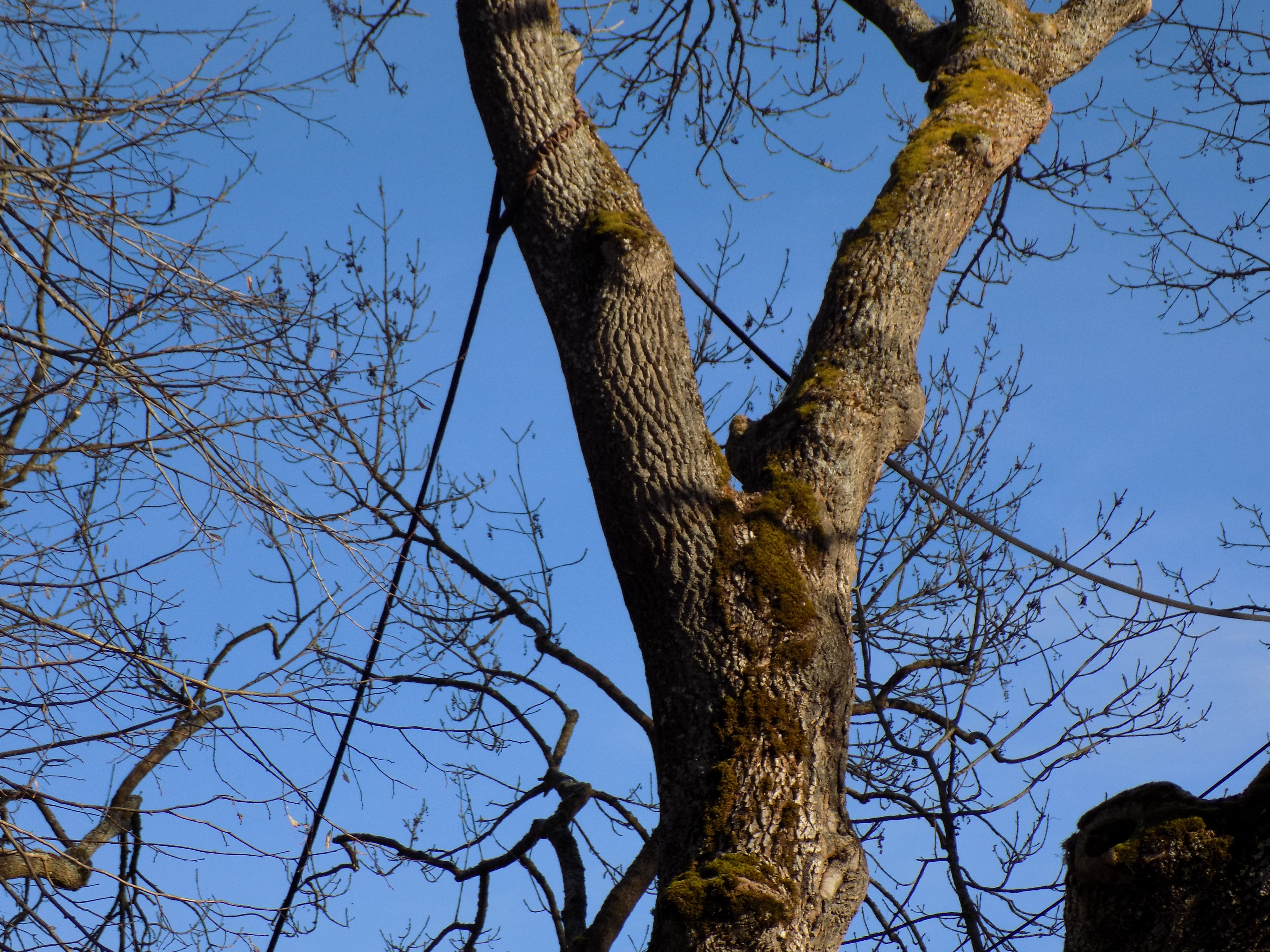
Vazby v koruně
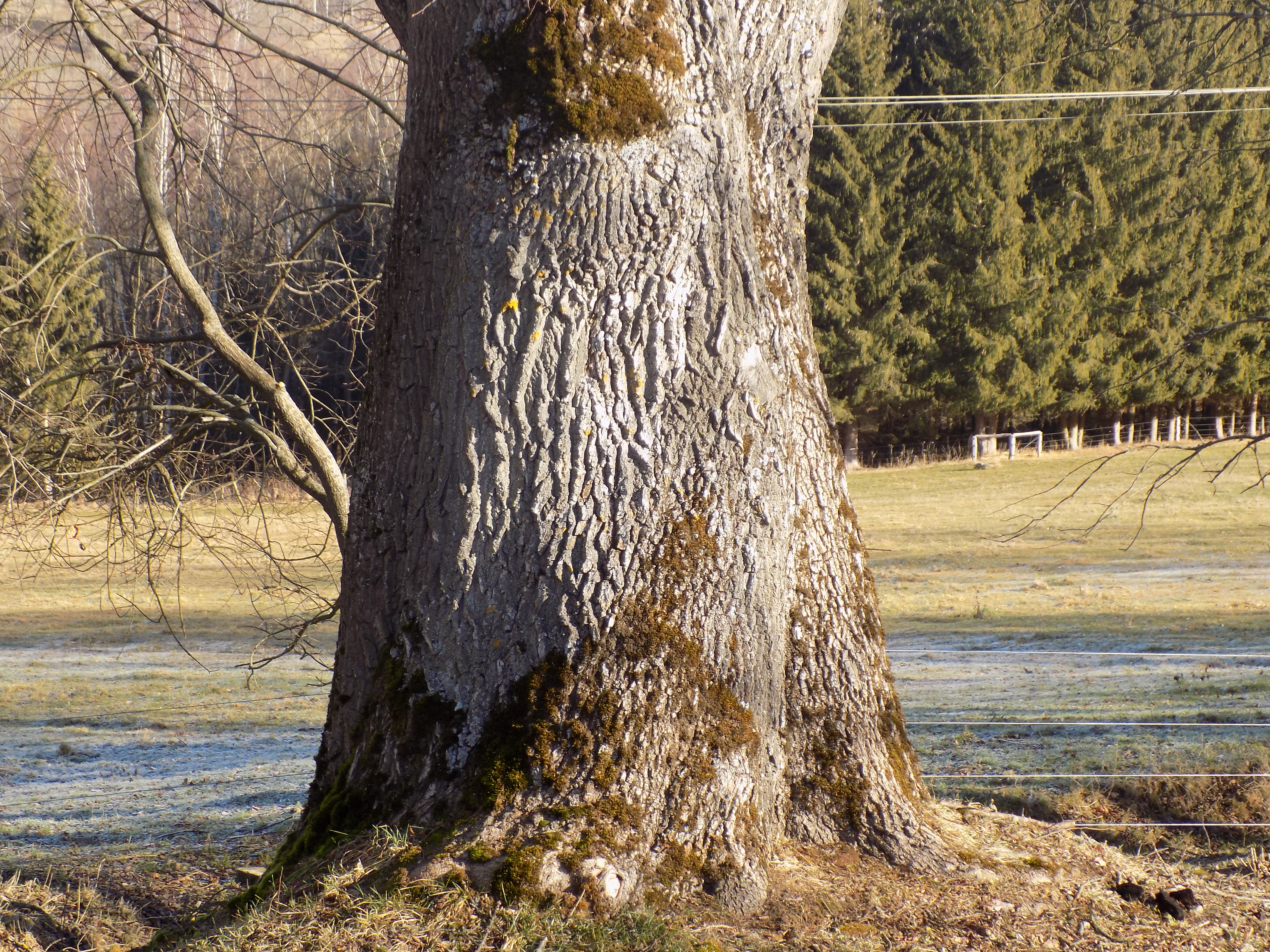
Pata stromu